# Celada (heráldica)

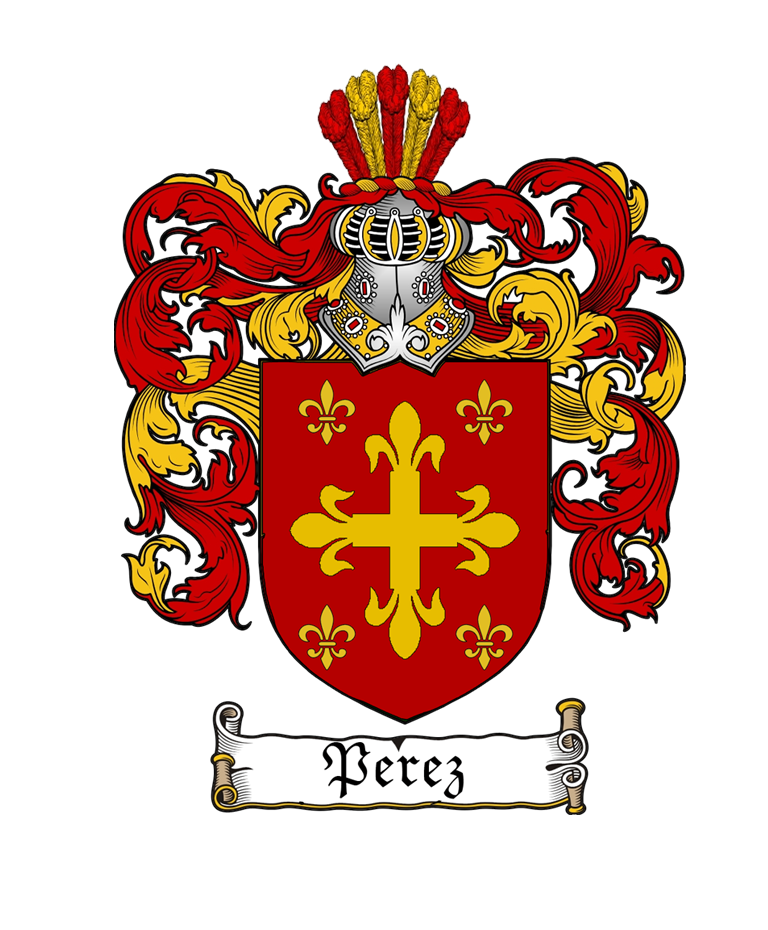
Escudo del apellido Pérez, con celada

 La celada es la primera pieza de las armas y el ornamento principal de las armerías, así como la cabeza lo es del cuerpo humano, para cuya defensa fue instituida. La celada fue llamada con distintos nombres antiguamente por la diferencia de su forma sirviendo las unas a los de armas de a caballo y las otras a los de a pie y aunque según los tiempos y las invenciones de la guerra. Como mencionamos anteriormente, estas tuvieron diversa denominación y forma, no obstante cada uno traía el yelmo, casco, morrión o celada según la calidad de su nobleza, según los títulos y según los derechos que poseía.
Del uso de traer las celadas en la guerra para adorno y defensa de la cabeza con que se distinguían los caballeros por su nacimiento y calidad vino también el ponerlas sobre los escudos por timbre con las mismas diferencias que no era permitido a la gente ordinaria y común y por eso la celada es en el blasón la señal de verdadera nobleza y ninguno que no sea caballero puede ponerla sobre su escudo.
Antiguamente, había reglas ciertas y fijas en la forma de las celadas que se ponían sobre los escudos de los hidalgos, de los caballeros y de otros señores de gran condición pero por la ignorancia de algunos, como por la usurpación de otros, se relajó tanto esta regularidad que fue preciso dar otra forma en que no se padeciera tanta equivocación y por esto acostumbraron sobreponer en las celadas las coronas cual hoy se observa para cada uno de los títulos y dispusieron otras distinciones en aquellas para los que no tenían estos.

## Materia prima
La misma confusión que hubo en quienes no tienen práctica en estas materias se halla también en los heraldos que escribieron de ellas cuyas opiniones sería difícil combinar. Pero siguiendo las de los autores de más autoridad, nos podremos prometer el acierto que se procura y así nos persuadimos que la verdadera inteligencia de las celadas, yelmos o cascos (como los llamase cada uno) consiste en la materia, en la forma y en la situación con que se representa en los escudos y se deben diferenciar para símbolo de cada una de las dignidades, de los títulos y de caballeros más o menos graduados que las usan en sus armerías y manifestaremos por el orden siguiente.
- la materia de las celadas de los reyes es de oro
- las de los príncipes, grandes y duques no soberanos, la de los marqueses, condes, vizcondes y barones, las de los condestables, almirantes, generales de ejército, gobernadores de provincia y la de los cancilleres, primeros presidentes, caballeros antiguos con jurisdicción, etc., son de plata perfiladas de oro
- las de los caballeros particulares y nobles, de acero bruñido.

## Forma

Escudo de Villarrasa con celada de duque

La forma de las celadas consiste en tener toda la visera abierta y levantada, enteramente caída con una pequeña abertura y cubierta con rejillas o grilletas. Que son aquellas defensas o barretas que se ponen en la abertura de la celada, que aunque cubren y defienden el rostro no embarazan enteramente la vista. Y la situación de la celada es estar de frente, terciada (esto es, cuando se ve que ni bien está de frente ni enteramente de lado) y de perfil mirando al lado derecho porque de ponerla vuelta o contorneada al lado siniestro, es señal de bastardía.
- los reyes de España la traen de oro, grabada, forrada de terciopelo carmesí y puesta de frente; la visera enteramente abierta sin alguna grilleta (por mostrar que se estiende su vista por todas partes, registrando y mandando sin embarazo) surmontada de la corona real de España.
- de la misma forma la traen los emperadores y los demás reyes diferenciándose solo en la corona que es peculiar a cada uno y en no tener el toisón. Si los emperadores y reyes quieren poner rejillas en la abertura de sus celadas, tienen ordinariamente hasta once, como número que escede a los demás.
- los príncipes y los duques soberanos la traen también toda de oro forrada de encarnado y puesta de frente coronada de su peculiar corona y sin visera pero no tan abierta como la de los reyes y emperadores para dar a entender que su poder, aunque grande, es mucho menor que el de los otros en cuyas monarquías o reinos tienen sus principados y señoríos y mostrando en esto también ser menos en dignidad.
- los príncipes y duques no soberanos, los condestables, los almirantes, los generales de ejército, gobernadores de provincias, chancilleres y otros grandes señores que tienen cargos elevados, la deben traer de plata, la visera, la delantera y la bordura clavadas de oro, forrada de encarnado, puesta de frente con nueve barretas o rejillas, que es el último número impar y surmontada de la corona que es particular a cada uno de estos títulos.
- los marqueses la traen toda de plata con siete rejillas puestas de frente, la bordura y grilletas clavadas de oro, forrada de encarnado y surmontada de la corona de su título.
- los condes y los primeros presidentes la traen toda de plata, terciada, mostrando siete rejillas de la visera; estas y la bordura claveteadas de oro, forrada de encarnado y surmontada de la corona de este título.
- los vizcondes la traen toda de plata, terciada, mostrando también siete rejillas o grilletas de la visera claveteada de oro y la bordura del mismo modo, forrada de encarnado y coronada de la corona del propio título.
- los barones la traen de plata bruñida, terciada, mostrando cinco rejillas de la visera, clavadas como la borda de oro, forrada de encarnado y surmontada del bonete o círculo de baron.
- los antiguos hidalgos que han tenido empleos o cargos militares y estuvieron encargados por el príncipe en algunas embajadas o negociaciones importantes y los que tienen alguna jurisdicción, la traen de plata bruñida, terciada, mostrando cinco barretas de la visera, clavadas como la bordura de oro, forrada de encarnado, surmontada de un burelete de los esmaltes de su blasón
- se añaden a estos los primeros presidentes que no son nobles, los cuales pueden traerla también del mismo modo con cinco rejillas, en representación de los cinco sentidos con que deben aplicarse a los negocios que se les encargan.
- los antiguos hidalgos que no tienen jurisdicción y los nobles de tres líneas paternas y maternas, la deben traer de acero bruñido, puesta de perfil; esto es, enteramente de lado, la visera abierta y levantada, mostrando tres rejillas clavadas como la bordura de oro y forrada de encarnado.
- los escudos y los nuevos ennoblecidos, sea por armas, por oficios o por dinero, como los primeros de su familia, la deben traer de hierro, puesta de perfil con la bordura clavada de oro sin barretas ni rejilla alguna, solo un poco abierta la visera dando a entender en esto que habiendo sido el primer noble de su linaje no tiene que ver las acciones de otro, debiendo antes obedecer con silencio que mandar con ruido.
- los bastardos deben traer sus celadas como los nuevos nobles, con la diferencia que son vueltas o contornadas mirando al lado izquierdo, al modo que se pone la barra, el filete, etc.

Este es el orden que se debe observar para las celadas según los mejores autores heráldicos que con más distinción y claridad escribieron de este asunto; porque si el uso ha hecho ver lo contrario, es por un abuso igual al que se nota en las coronas.